# Bad Bergzabern
Bad Bergzabern (pfälzisch Berchzawwre) ist eine Stadt im rheinland-pfälzischen Landkreis Südliche Weinstraße und gemessen an der Einwohnerzahl – nach Herxheim – dessen zweitgrößte Ortsgemeinde. Die Stadt ist Verwaltungssitz der gleichnamigen Verbandsgemeinde und ein staatlich anerkanntes Heilbad sowie ein heilklimatischer Kurort. Zudem ist sie als zweitkleinste Stadt Mitglied des Städtetags Rheinland-Pfalz. Gemäß Landesplanung ist sie als Mittelzentrum ausgewiesen.

## Geographie

### Lage

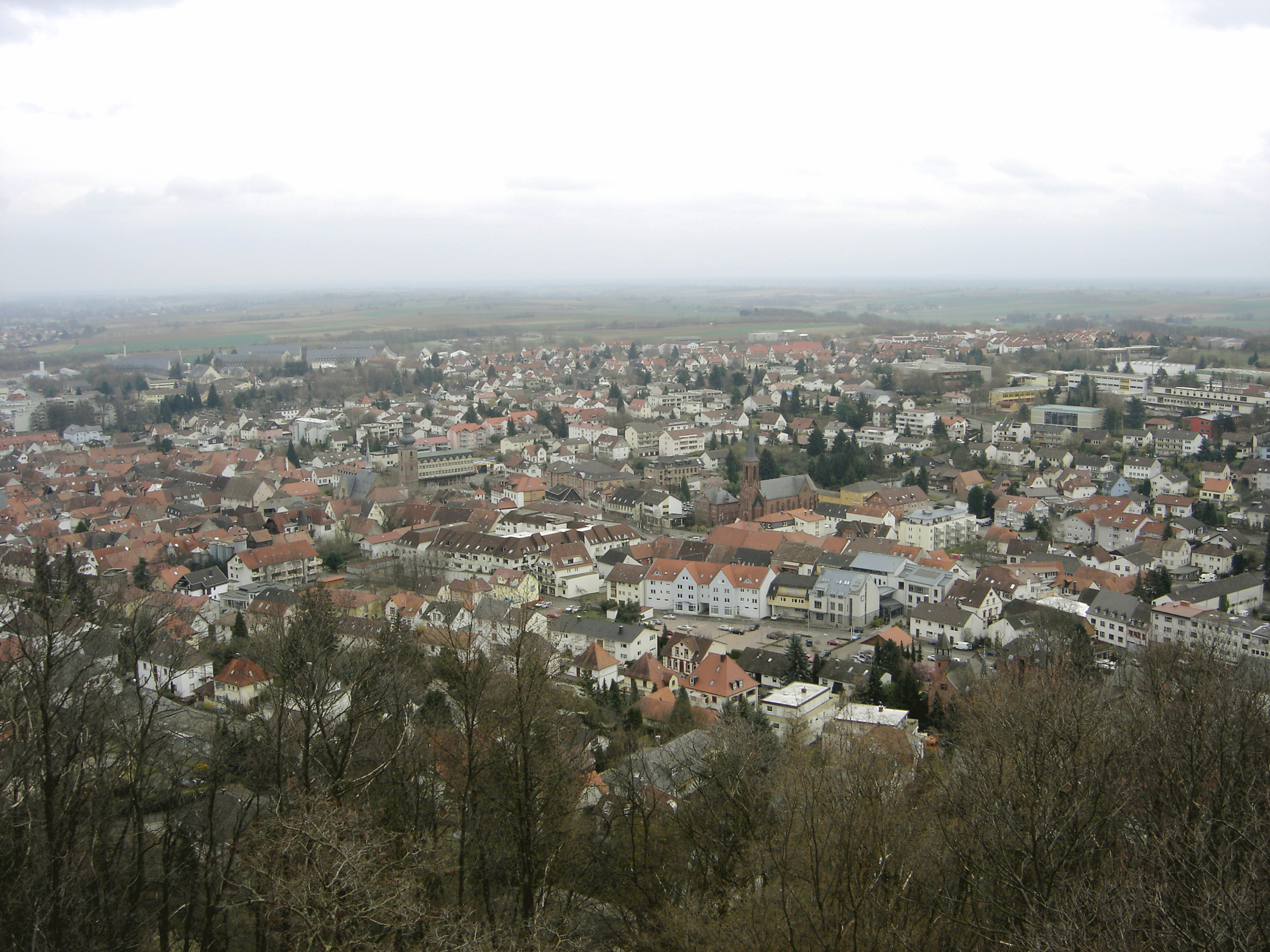
Blick auf Bad Bergzabern

Bad Bergzabern liegt in der Südpfalz am westlichen Rand der Oberrheinischen Tiefebene, dem Haardtrand innerhalb dessen Teilbereich Oberhaardt, am Anstieg zum östlichen Rand des Wasgaus, wie der Südteil des Pfälzerwalds auch genannt wird; der Südwesten des städtischen Waldgebiets ist zudem Bestandteil des Oberen Mundatwalds. Mitten im Wasgau, rund drei Kilometer nordwestlich der Kernstadt, befindet sich der Stadtteil Blankenborn. Geologisch dominiert vor Ort hellgelber und gebleichter Sandstein.
Zur Stadt Bad Bergzabern gehören neben dem als Ortsbezirk ausgewiesenen Blankenborn zusätzlich die Wohnplätze Augspurgermühle, Emilienruhe (Kinderheim) und Liebfrauenberg.
Nachbargemeinden sind im Uhrzeigersinn Pleisweiler-Oberhofen, Kapellen-Drusweiler, Dörrenbach, Birkenhördt, Silz und Gleiszellen-Gleishorbach. Nächstgelegene Städte von Bad Bergzabern sind – von Norden aus im Uhrzeigersinn – Landau in der Pfalz, Kandel, Wissembourg (F), Dahn und Annweiler am Trifels.

### Erhebungen
Der Stadtteil Blankenborn liegt am Fuß des 487 m hohen Abtskopfs. Der sich zwischen der Kernstadt und Blankenborn erstreckende Querenberg stellt mit 401 m die höchste Erhebung im Stadtgebiet dar, nördlich von ihm ragt das 392 m hohe Sauhäusel auf. Unmittelbar südwestlich von Blankenborn steht der 329 m hohe Steinkopf. Im Westen des Stadtgebiets unweit von Birkenhördt liegt das 361 m hohe Steinköpfl; unmittelbar westlich von diesem erstreckt sich das Petronell. Nordwestlich der Kernstadt befindet sich außerdem der Liebfrauenberg und im Norden an der Grenze zu Pleisweiler-Oberhofen der Eulenkopf.

### Gewässer

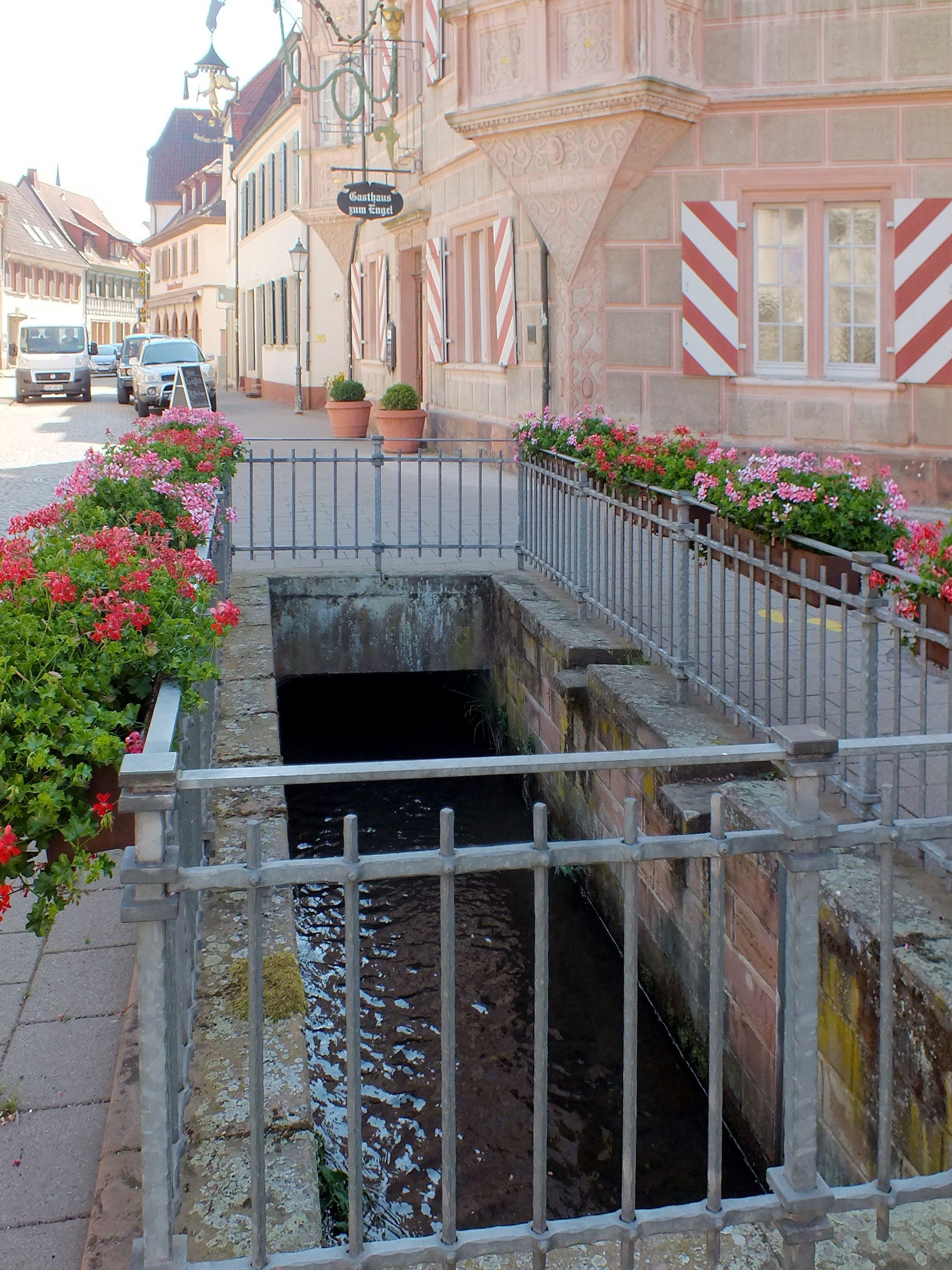
Der in diesem Bereich für eine kurze Strecke unverrohrte Erlenbach innerhalb der Kernstadt von Bad Bergzabern

Der aus dem Pfälzerwald kommende Erlenbach durchfließt nach seinem Austritt aus dem Mittelgebirge eine breite Mulde. In dieser und an ihren Hängen liegt Bad Bergzabern. Noch vor Erreichen des Bad Bergzaberner Siedlungsgebiets nimmt der Erlenbach von links den Anbach auf, der auf Höhe des Stadtteils Blankenborn entspringt und in seinem Unterlauf die Gemarkungsgrenze zu Birkenhördt bildet. Das Kurviertel, das sich ins Erlenbachtal erstreckt, wird Kurtal genannt, wo von rechts der Steinbach in den Erlenbach mündet, bevor dieser den Schwanenweiher speist. Innerhalb der Stadt war der Bach bis auf ein kurzes Stück (siehe Bild) verrohrt. Im Kurpark wurde mittlerweile das Bachbett im Großprojekt Erlenbach-Offenlegung rekonstruiert und die Rohre entfernt. Im Süden bildet der Dörrenbach teilweise die Gemarkungsgrenze zur gleichnamigen Ortsgemeinde. Im Nordosten bildet außerdem der Hirtenbach stellenweise die Grenze zu Gleiszellen-Gleishorbach.

### Klima
Bad Bergzabern hat das Klima der Oberrheinischen Tiefebene, welche die mildesten Winter und die wärmsten Sommer in Deutschland aufweist. Die Jahresdurchschnittstemperaturen erreichen teilweise um 11 °C; im wärmsten Monat Juli liegen die Durchschnittswerte um oder knapp über 20 °C. Für Bad Bergzabern wirkt sich dabei noch die westliche Randlage günstig aus, da Föhn-Effekte durch abregnende Luft aus dem Pfälzerwald zu Temperaturerhöhungen führen können.
Der mittlere Jahresniederschlag von 804 mm liegt im mittleren Drittel der in Deutschland gemessenen Werte. Dabei sind die Niederschläge über das gesamte Jahr gleichmäßig verteilt. Der Dezember als der niederschlagsreichste Monat bringt nur 1,4-mal mehr als der niederschlagsärmste Monat September.
Diese günstigen klimatischen Bedingungen sind optimal für den Weinbau und lassen im Freiland Mandelbäume, Feigen und Esskastanien gedeihen und Früchte tragen.

## Geschichte

### Name
Tabernae Montanae ist der neulateinische Name der Stadt, der in neulateinischen Texten hauptsächlich in der Zeit vom 16. bis zum 19. Jahrhundert gebraucht wurde. Er ist nicht antik nachweisbar und kann daher nicht als Argument für eine römische Gründung des Ortes angesehen werden. Obwohl das Gebiet römisches Territorium war, ist ein antiker Vorläufer von Bergzabern nicht nachzuweisen. Die erste Namensnennung Bad Bergzaberns erfolgte im 10. Jahrhundert als Zaberna. Der Name ist mit der Römersiedlung Tabernae (Rheinzabern) verwandt. Entweder war Bergzabern eine Tochtersiedlung Rheinzaberns, oder Taberna war der antike Name des Erlenbachs, an dem Rheinzabern und Bergzabern liegen und von dem sie den Namen haben. Oder es war Zaberner Bach der ältere Name des Erlenbachs, an dem Rheinzabern und Bergzabern liegen, und der Bach bezog diesen Namen von Rheinzabern und spendete ihn an Bergzabern.

### Mittelalter
1286 verlieh Rudolf von Habsburg der rund um eine Wasserburg entstandenen Siedlung das Stadtrecht. Im 14. Jahrhundert gehörte Bergzabern zeitweilig zu Kurtrier und war während diese Zeit Sitz des Amt Bergzabern. 1394 gingen Burg und Stadt Bergzabern im Zuge von Verpfändungen, die die verschuldete Grafschaft Zweibrücken durchführen musste, in den Besitz der Kurpfalz über. Bei der pfälzischen Teilung von 1410 kam sie an Pfalz-Zweibrücken, das später zum Oberrheinischen Reichskreis gehörte.Innerhalb des ersteren gehörte sie zum Oberamt Bergzabern, das anfangs seinen Sitz auf der Burg Neukastel und ab 1555 innerhalb der Stadt hatte.

### Frühe Neuzeit

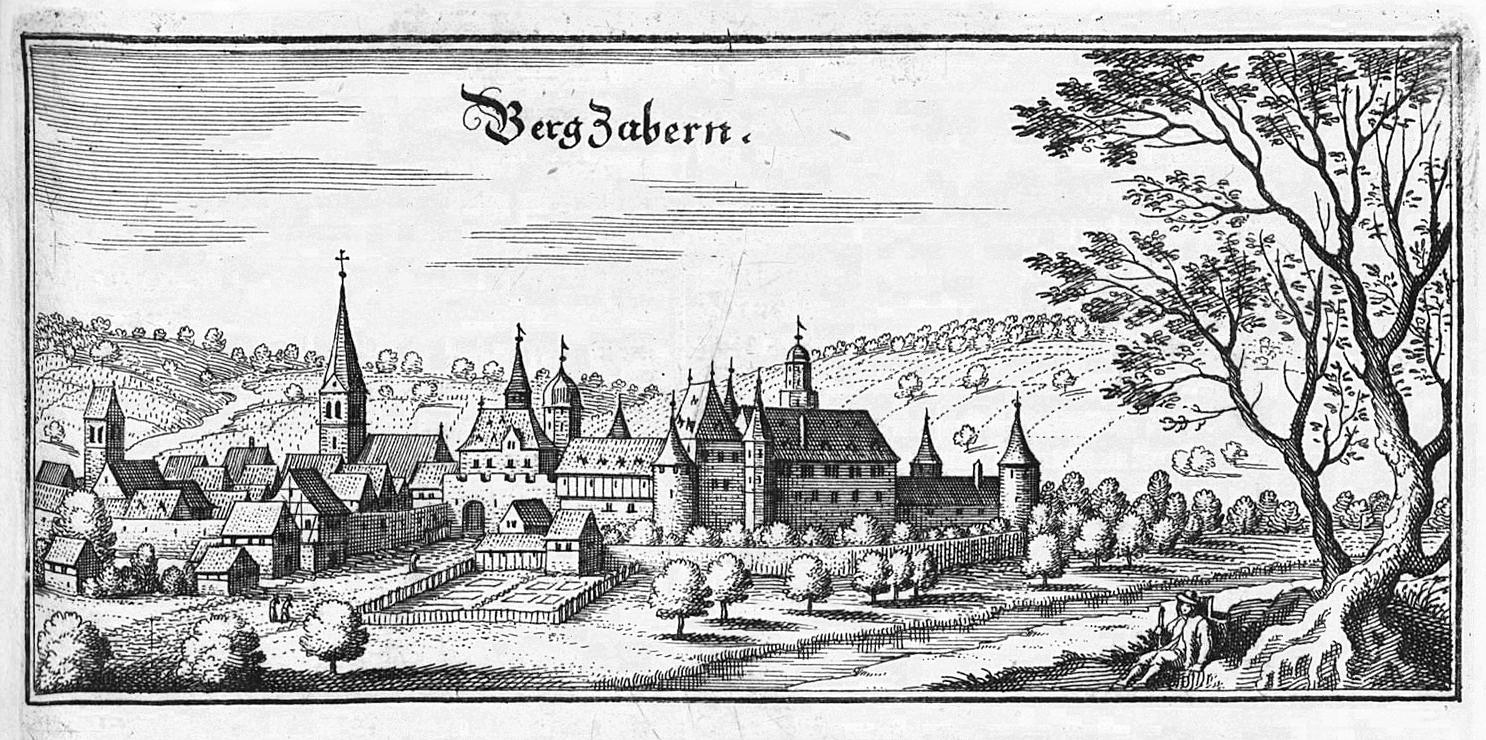
Bergzabern im 17. Jahrhundert (Stich von Matthäus Merian)

Herzog Ludwig II. begann 1520 mit dem Umbau der Burg in eine herzogliche Residenz; dieser Ausbau war erst zwei Generationen später unter Johann I. 1579 vollendet. Im Holländischen Krieg wurde 1676 ein großer Teil der Stadt durch die Truppen des französischen Königs Ludwig XIV. niedergebrannt. Nur wenige Renaissancebauten – wie beispielsweise das herzogliche Amtshaus von 1579, das mittlerweile als Gasthaus zum Engel firmiert – haben diesen Stadtbrand überdauert. Im 18. Jahrhundert begann unter Herzog Gustav Samuel Leopold der Wiederaufbau von Stadt und Residenz im barocken Stil durch den schwedischen Architekten Jonas Erikson Sundahl.
Die Ära des Hauses Pfalz-Zweibrücken ging mit der Französischen Revolution zu Ende. Zeitweise gehörte Bergzabern zuvor zum Königreich Frankreich und wurde während dieser Zeit dem Elsass angegliedert. Am 19. November 1792 beantragten die Bergzaberner Bürger den Anschluss ihrer Stadt an die Französische Republik. Bis es zu der positiven Entscheidung des Französischen Nationalkonvents kam, bildete Bergzabern zusammen mit weiteren 31 südpfälzischen Dörfern vom 22. Januar 1793 bis zum 15. März 1793 die „Bergzaberner Republik“. Sie gilt als die älteste Ausrufung einer Republik in der Revolutionszeit auf deutschem Boden, noch vor der wenige Monate später gegründeten Mainzer Republik. Anschließend gehörte Bergzabern bis 1815 zum Napoleonischen Kaiserreich. Die Stadt war Sitz eines gleichnamigen Kantons im Departement des Niederrheins.
Im Zweiten Pariser Frieden vom 20. November 1815 trat Frankreich den Landstrich zwischen Lauter und Queich wieder ab; woraufhin Bergzabern zunächst zu Österreich gehörte. Zusammen mit dem Rest der Pfalz fiel die Stadt ein Jahr später als Rheinkreis an das Königreich Bayern. Von 1818 bis 1862 gehörte Berg-Zabern – so die damalige Schreibweise – dem neu geschaffenen Landkommissariat Bergzabern an; aus diesem ging im Anschluss das gleichnamige Bezirksamt hervor.
Im Revolutionsjahr 1848 gründeten die Bürger von Bergzabern einen demokratischen Verein. 1849 kamen viele Teilnehmer des Pfälzischen Aufstands aus Bergzabern. Der von hier stammende Friedrich Schüler wurde anschließend als einer der fünf Reichsregenten vom Stuttgarter Parlament gewählt. 1870 bekam Bergzabern einen Bahnanschluss.

### 20. Jahrhundert

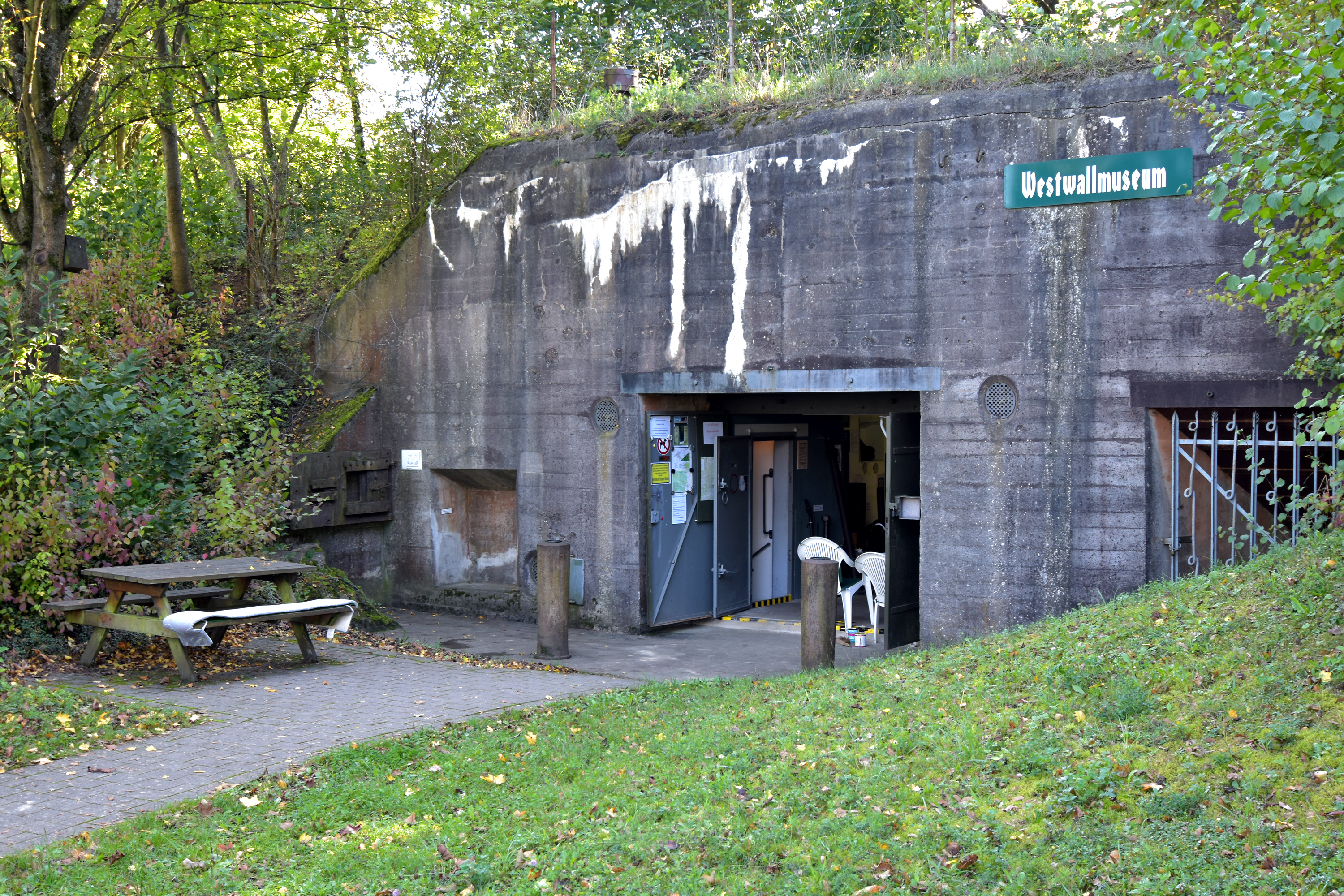
Westwallmuseum

1939 wurde die Stadt Sitz des Landkreises Bergzabern. Durch das Gebiet von Bergzabern verlief ab Ende der 1930er Jahre der Westwall mit seinen Verteidigungsanlagen. Im Zweiten Weltkrieg wurde Bergzabern aufgrund seiner Lage in der sogenannten Roten Zone zur Frontstadt mit zwei Evakuierungen und litt unter großen Zerstörungen, die bis zu 75 % ausmachten.
Die Zugehörigkeit Bergzaberns zu Bayern endete am 15. Juli 1945 nach der deutschen Kapitulation mit der Bildung der Französischen Besatzungszone. Die französische Militärregierung formte unter anderem das Land Rheinland-Pfalz, zu dem Bergzabern seitdem gehört. 1963 wurde Bergzabern zum Kneippheilbad erklärt und ist seither berechtigt, den Namen „Bad Bergzabern“ führen.
Im Zuge der ersten rheinland-pfälzischen Verwaltungsreform wechselte der Ort am 7. Juni 1969 in den neu geschaffenen Landkreis Landau-Bad Bergzabern, der 1978 in Landkreis Südliche Weinstraße umbenannt wurde. Am 20. März 1971 wurde die bis dahin selbstständige Gemeinde Blankenborn nach Bad Bergzabern eingemeindet. Ein Jahr später wurde die Stadt Sitz der gleichnamigen Verbandsgemeinde.
Am 17. Februar 2024 fand vor Ort eine Demonstration gegen Rechtsextremismus statt; die Teilnehmerzahl betrug 2000.

## Bevölkerung

### Einwohnerentwicklung
Die Entwicklung der Einwohnerzahl von Bad Bergzabern, die Werte von 1871 bis 1987 beruhen auf Volkszählungen:
| Bad Bergzabern: Einwohnerzahlen von 1815 bis 2024 | Bad Bergzabern: Einwohnerzahlen von 1815 bis 2024 | Bad Bergzabern: Einwohnerzahlen von 1815 bis 2024 | Bad Bergzabern: Einwohnerzahlen von 1815 bis 2024 | Bad Bergzabern: Einwohnerzahlen von 1815 bis 2024 |
| ------------------------------------------------- | ------------------------------------------------- | ------------------------------------------------- | ------------------------------------------------- | ------------------------------------------------- |
| Jahr                                              |                                                   |                                                   |                                                   | Einwohner                                         |
| 1815                                              | 1815                                              |                                                   | 2.745                                             | 2.745                                             |
| 1835                                              | 1835                                              |                                                   | 2.716                                             | 2.716                                             |
| 1871                                              | 1871                                              |                                                   | 2.419                                             | 2.419                                             |
| 1905                                              | 1905                                              |                                                   | 2.837                                             | 2.837                                             |
| 1939                                              | 1939                                              |                                                   | 5.018                                             | 5.018                                             |
| 1950                                              | 1950                                              |                                                   | 4.059                                             | 4.059                                             |
| 1961                                              | 1961                                              |                                                   | 5.446                                             | 5.446                                             |
| 1970                                              | 1970                                              |                                                   | 5.392                                             | 5.392                                             |
| 1987                                              | 1987                                              |                                                   | 6.405                                             | 6.405                                             |
| 1997                                              | 1997                                              |                                                   | 8.139                                             | 8.139                                             |
| 2005                                              | 2005                                              |                                                   | 7.936                                             | 7.936                                             |
| 2011                                              | 2011                                              |                                                   | 7.413                                             | 7.413                                             |
| 2017                                              | 2017                                              |                                                   | 8.155                                             | 8.155                                             |
| 2024                                              | 2024                                              |                                                   | 8.724                                             | 8.724                                             |
|                                                   |                                                   |                                                   |                                                   |                                                   |

### Religion
Protestantismus

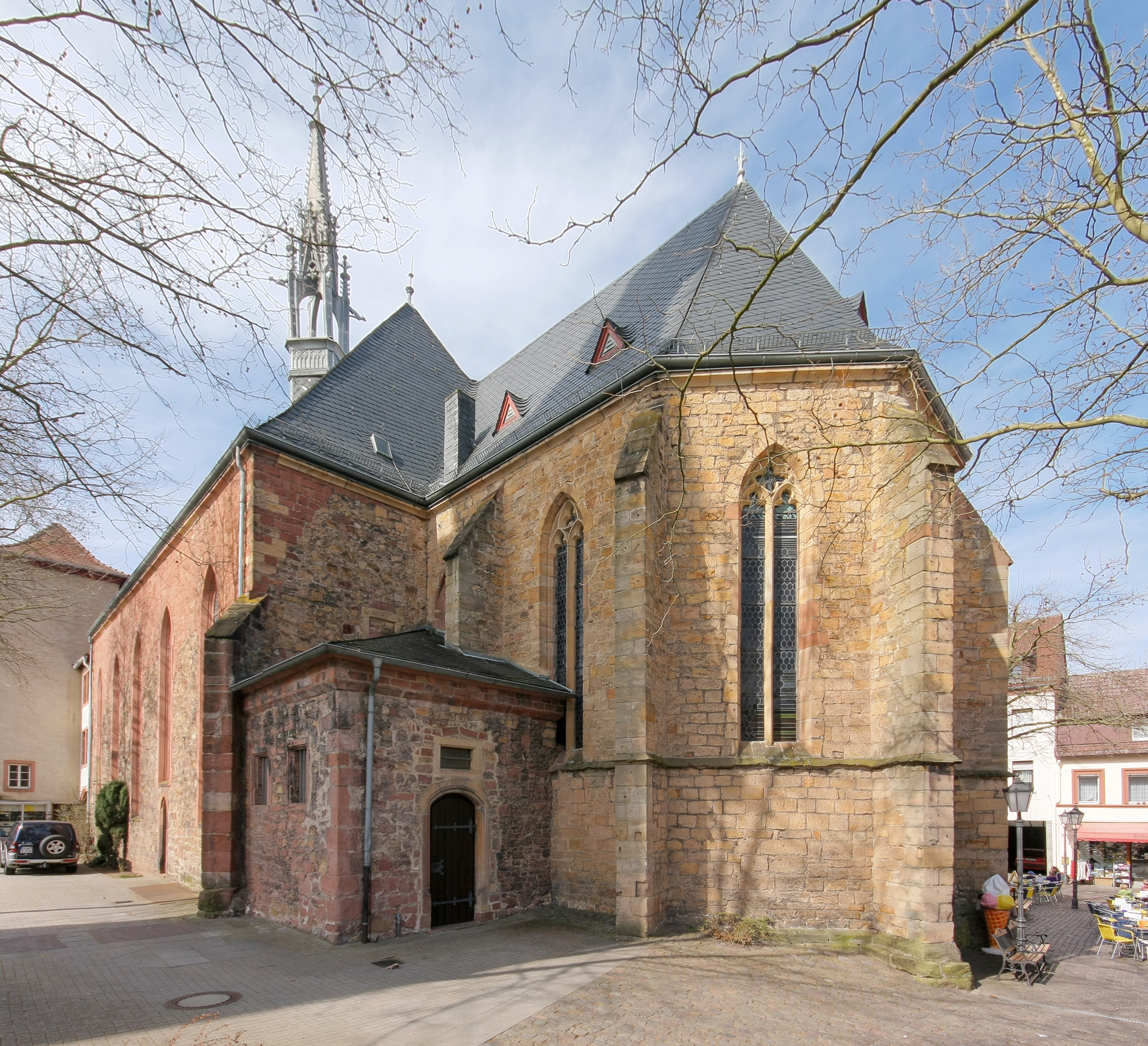
Marktkirche, 1686 bis 1879 Simultankirche

1532 wurde in Bergzabern die Reformation eingeführt. Die Stadt ist Sitz eines Kirchenbezirks, der im Osten bis nach Minfeld und Winden reicht.
Katholizismus
Von 1724 bis etwa 1800 existierte innerhalb der Stadt ein Kapuzinerkloster. Seit 2016 ist Bad Bergzabern Sitz der Pfarrei Hl. Edith Stein, zu der ebenso die Kirche St. Bartholomäus im Stadtteil Blankenborn gehört. Die Kapelle St. Paulus im früheren Kloster Liebfrauenberg wurde im März 2025 profaniert.
Judentum
Die einst vor Ort ansässige jüdische Gemeinde gehörte zum Bezirksrabbinat Landau (Pfalz) und besaß eine Synagoge, die den Novemberpogromen von 1938 zum Opfer fiel.

### Konfessionsstatistik
Mit Stand 30. Juni 2005 waren von den Einwohnern 41,3 % evangelisch und 34,2 % römisch-katholisch; 24,5 % waren konfessionslos oder gehörten anderen Glaubensgemeinschaften an. Der Anteil der Katholiken und Protestanten an der Gesamtbevölkerung ist seitdem gesunken. Ende Mai 2025 hatten 25,2 % der Einwohner die evangelische Konfession und 22,4 % die katholische. 52,3 % gehörten entweder anderen Glaubensgemeinschaften an oder waren konfessionslos.

## Politik

### Stadtrat
Der Stadtrat in Bad Bergzabern besteht aus 24 Ratsmitgliedern, die bei der Kommunalwahl am 9. Juni 2024 in einer personalisierten Verhältniswahl gewählt wurden, sowie dem ehrenamtlichen Stadtbürgermeister als Vorsitzendem.
| Wahl | SPD | CDU | GRÜNE | FDP | FWG | AfD | Gesamt   |
| ---- | --- | --- | ----- | --- | --- | --- | -------- |
| 2024 | 6   | 6   | 2     | 1   | 5   | 4   | 24 Sitze |
| 2019 | 6   | 7   | 3     | 1   | 4   | 3   | 24 Sitze |
| 2014 | 7   | 10  | 2     | 1   | 4   | –   | 24 Sitze |
| 2009 | 6   | 10  | 1     | 2   | 5   | –   | 24 Sitze |
| 2004 | 4   | 13  | 1     | 1   | 5   | –   | 24 Sitze |

### Bürgermeister
Hermann Augspurger (FWG) wurde am 27. Juni 2019 Stadtbürgermeister von Bad Bergzabern. Bei der Stichwahl am 16. Juni 2019 hatte er sich mit einem Stimmenanteil von 54,89 Prozent durchgesetzt, nachdem bei der Direktwahl am 26. Mai 2019 keiner der ursprünglich drei Bewerber eine ausreichende Mehrheit erreicht hatte. Bei der Kommunalwahl 2024 wurde Augspurger in der Stichwahl gegen Martin Gunther Körner (SPD) mit 56 % der Stimmen wiedergewählt. Die Wahlbeteiligung lag bei 35,4 %. Seine Vorgänger waren der 2014 gewählte Gynäkologe Fred-Holger Ludwig (CDU) und zuvor Harald Bratz. Prominentester Bürgermeister war der von 1974 bis 1980 amtierende Wilhelm Wallmann von der CDU.

### Partnerstädte
Partnerstädte von Bad Bergzabern sind seit 1939 Amberg und Lichtenfels, beide in Bayern.

### Wappen
| Wappen von Bad Bergzabern | Blasonierung: „Von Gold und Silber geteilt, oben ein schreitender blaubewehrter und -bezungter roter Löwe, unten ein gestürzter schwebender roter Zwillingssparren.“ |
| Wappen von Bad Bergzabern | Wappenbegründung: Der Löwe verweist auf die ehemalige Zugehörigkeit zur Grafschaft Zweibrücken.                                                                      |

## Sehenswürdigkeiten und Kultur

### Bauwerke

#### Kulturdenkmäler

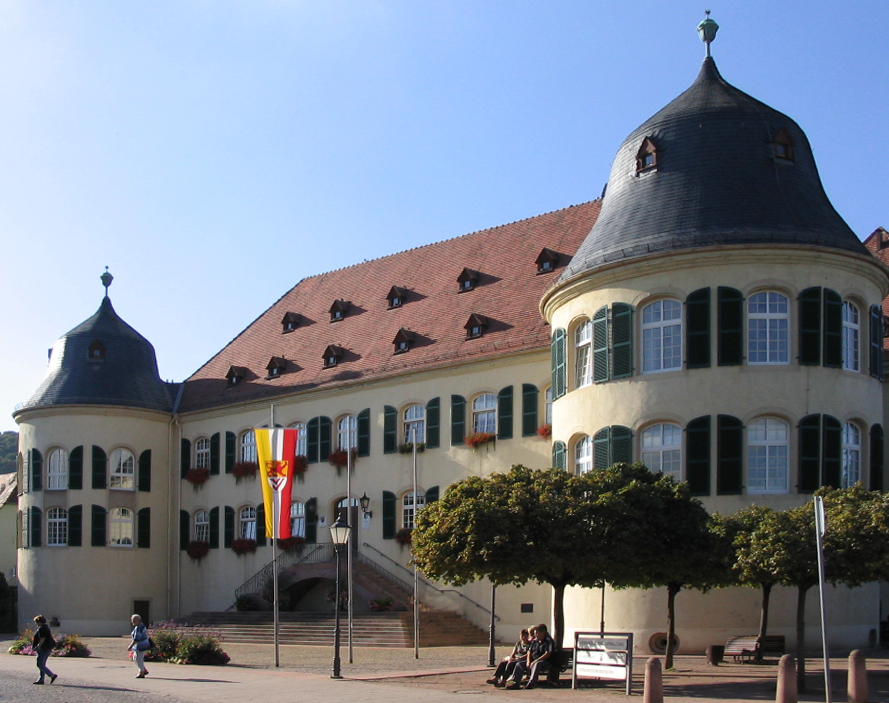
Schloss Bergzabern
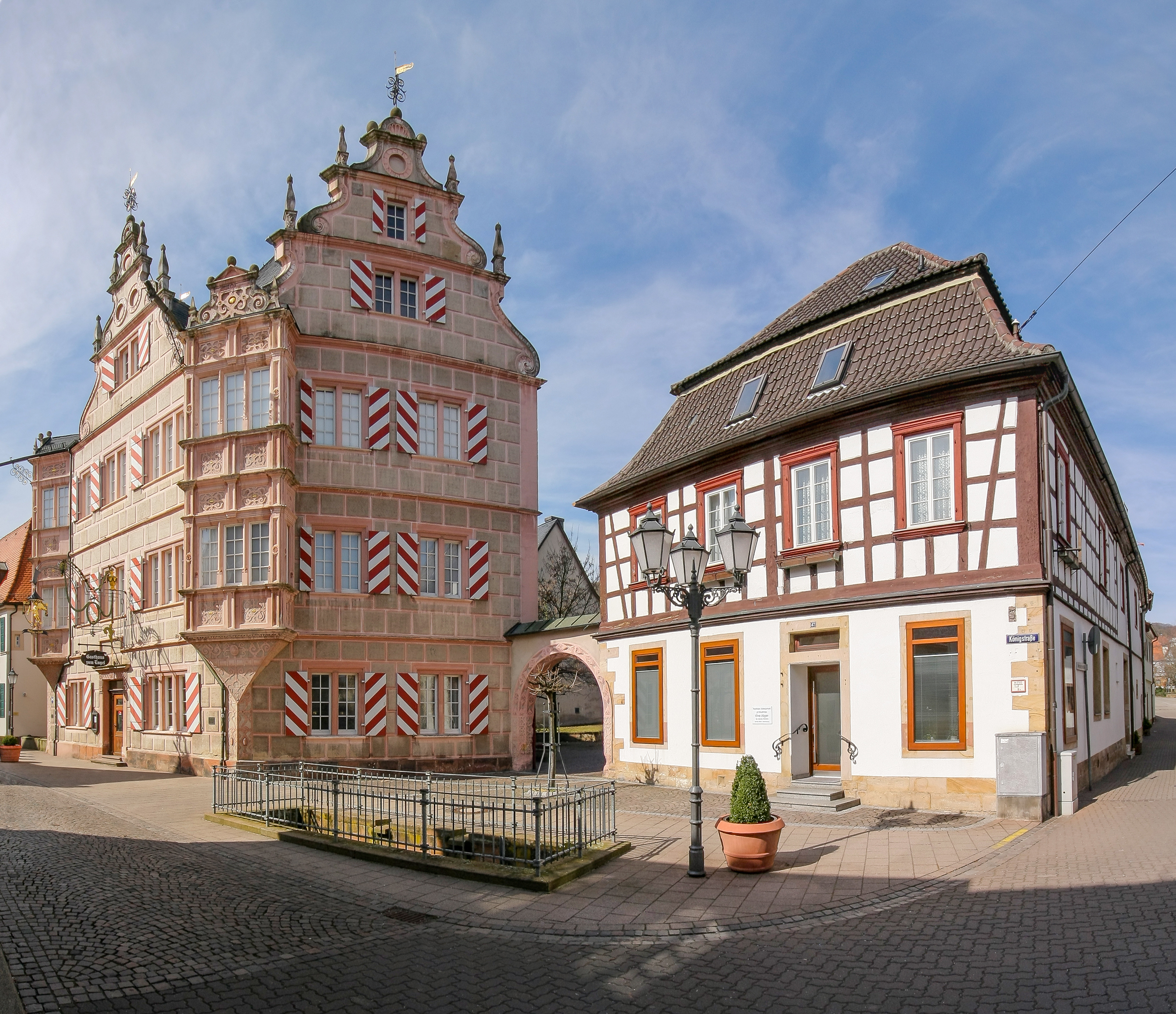
Gasthaus „Zum Engel“
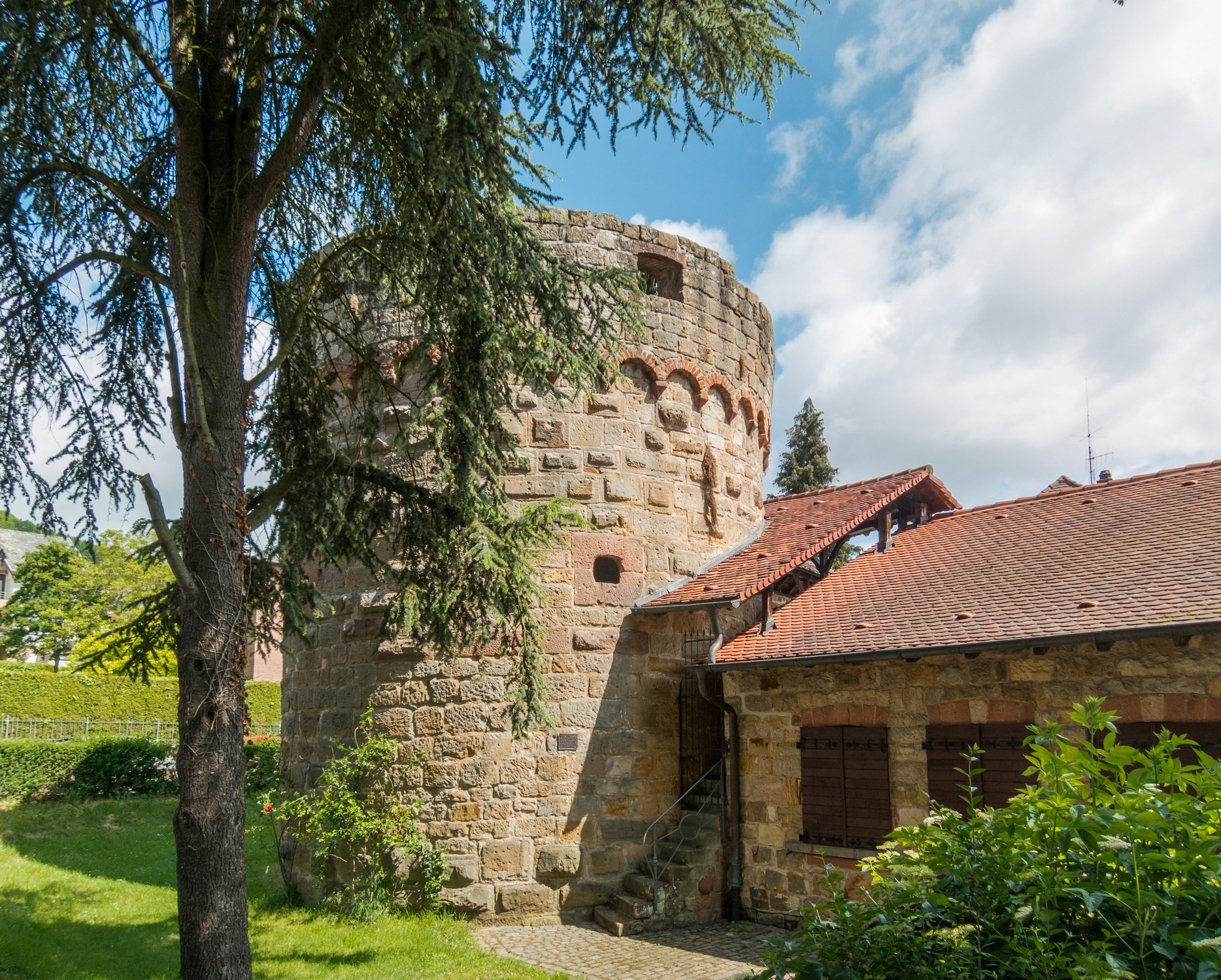
Der Dicke Turm
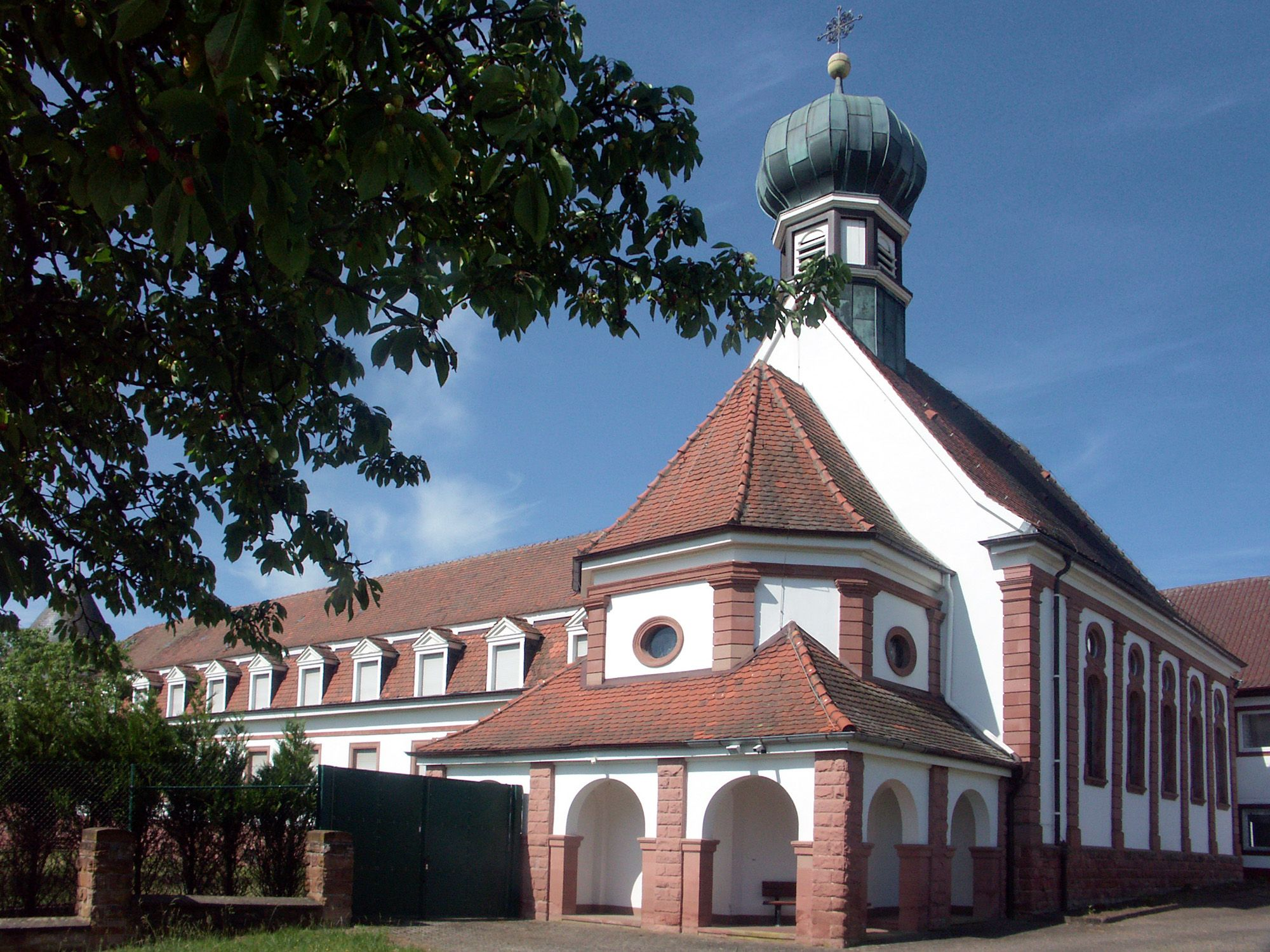
Kloster Liebfrauenberg
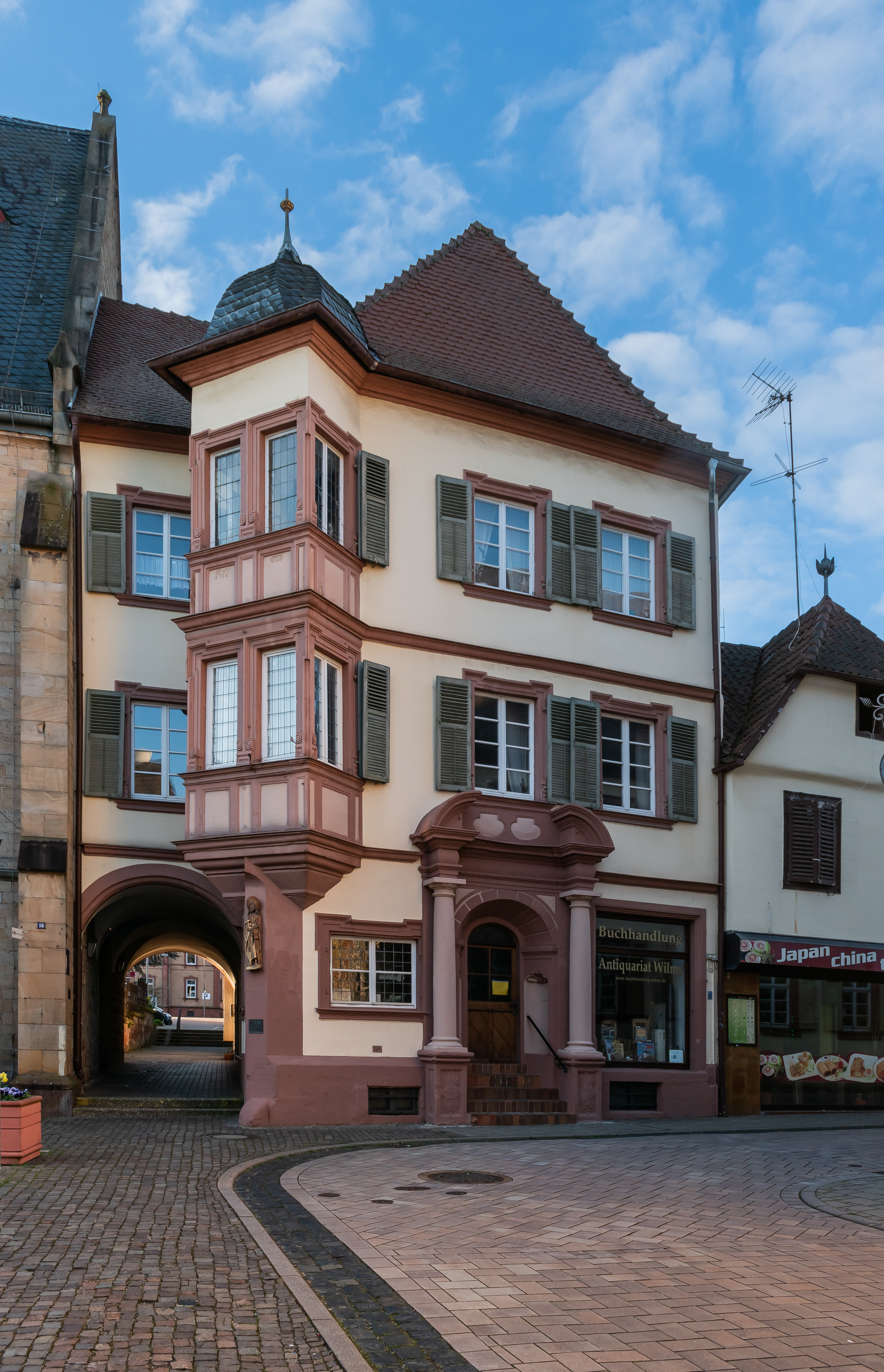
Zinnfiguren-Museum

Die Königstraße ist zusammen mit dem Bergstraßen-Viertel als Denkmalzone ausgewiesen. Hinzu kommen zahlreiche Einzeldenkmäler.
Im Schloss Bergzabern residierten einst die Herzöge der Wittelsbacher-Linie Pfalz-Zweibrücken. Es ist das Wahrzeichen der Stadt. Der Vierflügelbau im Renaissancestil entstand von 1526 bis 1579 nach der Zerstörung einer Wasserburg im Bauernkrieg. Die Schmuckfassade des Südflügels wird flankiert von zwei ehemaligen Wehrtürmen aus dem 16. Jahrhundert. Die Freitreppe wurde im 19. Jahrhundert errichtet. Ein Tor am Westflügel von 1579 zeigt zwei Riesen und wird deshalb bisweilen als „Riesentor“ bezeichnet. Die Anlage ist mittlerweile Sitz der Verbandsgemeindeverwaltung.
Die evangelische Marktkirche ist ein Hallenbau mit einem neugotischen Dachreiter und einem separat stehenden Glockenturm. Ihre Anfänge reichen bis ins 12. Jahrhundert zurück. Die kleine Bergkirche, von 1720 bis 1730 von der lutherischen Gemeinde in Bergzabern erbaut, diente der Herzogin Karoline von Nassau-Saarbrücken, die das Bergzaberner Schloss als Witwensitz gewählt hatte, als Schlosskirche. Die Herzogin unterstützte die Kirche finanziell. In der Neupfarrkirche befindet sich eine der wenigen in Rheinland-Pfalz erhaltenen Kanzeluhren.
Die katholische Kirche St. Martin wurde nach Entwurf des Speyerer Architekten Franz Schöberl 1877–1879 im neugotischen Stil errichtet und ist unter anderem die Taufkirche der Jüdin Edith Stein, die am 1. Januar 1922 hier getauft und als Opfer des Holocaust – sie wurde im KZ Auschwitz-Birkenau getötet – am 11. Oktober 1998 von Papst Johannes Paul II. heiliggesprochen wurde. Die Ausstattung der Kirche wurde inzwischen besonders auf Edith Stein ausgerichtet. Das oberhalb der Stadt gelegene ehemalige Kloster Liebfrauenberg, in dem ältere und geistig behinderte Menschen betreut wurden, stand zeitweise leer.
Das Gasthaus Zum Engel gilt als einer der schönsten Renaissancebauten im Südwesten Deutschlands. Erbaut von 1556 bis 1579 diente es als Sitz des Oberamtmanns der Herzöge von Pfalz-Zweibrücken. Heute beherbergt das Gebäude eine Gaststätte und das Stadtmuseum. Von der Stadtbefestigung aus dem 13. Jahrhundert sind Reste erhalten sowie der Dicke Turm und der Storchenturm.
In einem ehemaligen Bunker befindet sich ein privates Westwall-Museum, das an die Zeit des Zweiten Weltkriegs in Bergzabern und der Umgebung erinnert. In einem der ältesten Barockhäuser der Stadt am Marktplatz präsentiert eine Buch- und Kunsthandlung ein Zinnfiguren-Museum mit 10.000 Einzelteilen.

#### Sonstige Bauten

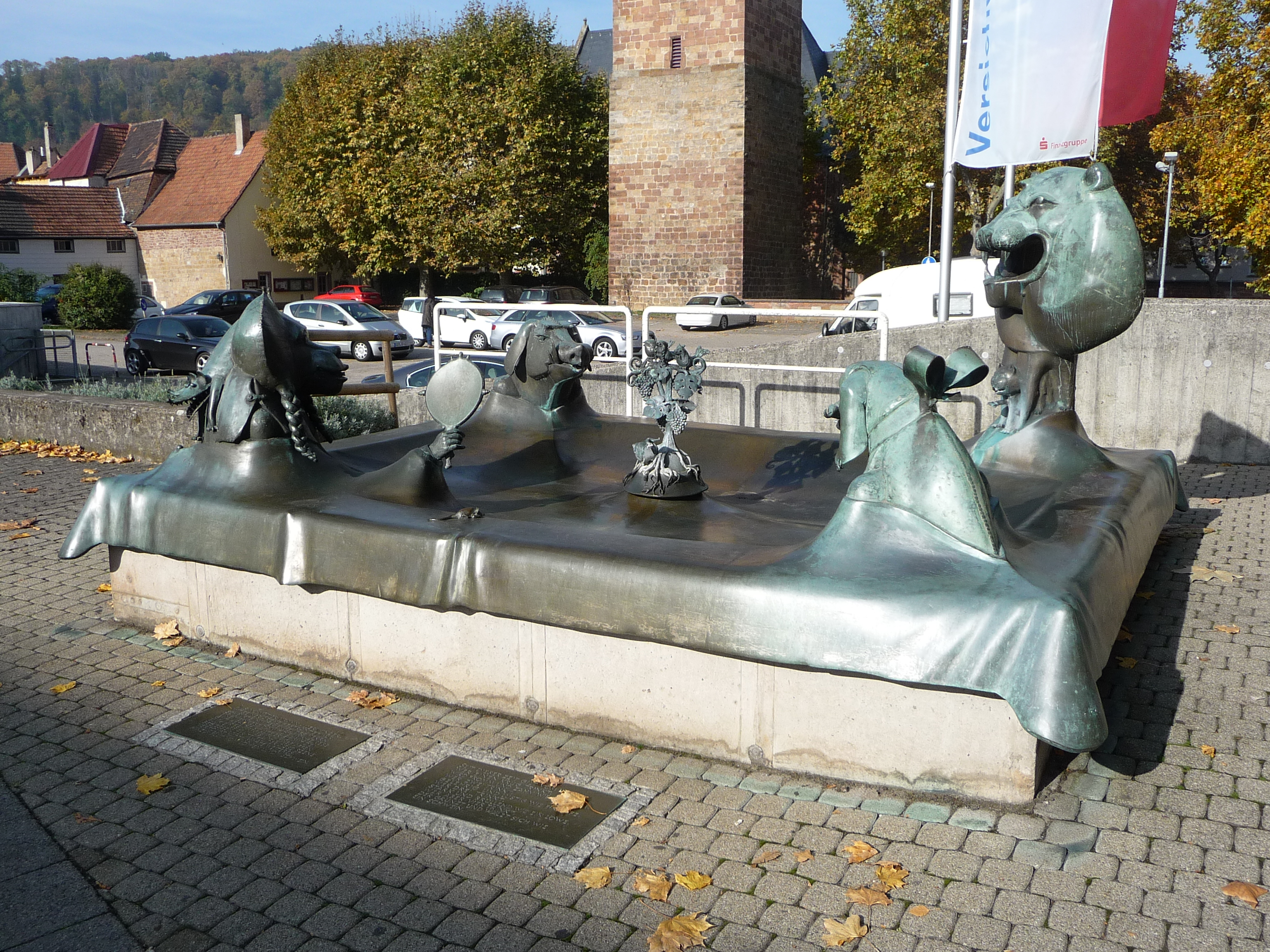
Weinbrunnen

Am Weinbrunnen von Gernot Rumpf symbolisieren Lamm, Affe, Löwe und Schwein die vier Zustände des Weingenusses. Der Böhämmer-Brunnen erinnert an die ehemalige Blasrohrjagd auf Bergfinken, die in der Region „Böhämmer“ genannt wurden. Am Marktplatz steht der Löwenbrunnen und im Schlosshof der Schlossbrunnen.
Ein Aussichtsturm oberhalb der Stadt bietet einen Ausblick auf die Stadt und über die Rheinebene bis zum Schwarzwald. Der 30 m hohe hölzerne Turm wurde 1984 anstelle eines früheren Bismarckpavillons errichtet. Zudem existieren im Stadtgebiet die Schloßhalle, ein Berliner Meilenstein und seit 2013 ein auf dem Ludwigsplatz geschaffenes Denkmal für Edith Stein.

### Natur und Parkanlagen
Auf Gemarkung von Bad Bergzabern befinden sich insgesamt drei Naturdenkmale. Das Naturschutzgebiet Haardtrand – Steinbühl befindet sich teilweise auf der Gemarkung der Stadt. Der Kurpark wartet mit seltenen Bäumen auf, wie beispielsweise dem Taschentuchbaum (Davidia involucrata) und der Kaukasischen Flügelnuss (Pterocarya fraxinifolia).

### Böhämmerjagd
Eine Besonderheit der Stadt und ihrer näheren Umgebung war das von alters her bis zum Beginn des 20. Jahrhunderts verbreitete Erlegen von Bergfinken, die im Winter in großen Schwärmen in den umgebenden Wäldern überwinterten und hier Böhämmer genannt wurden, mittels Blasrohr. Das Andenken an die 1908 verbotene Jagdmethode wird im Böhämmer-Jagdclub e. V. gepflegt. An der Kurtalstraße erinnert der Böhämmerbrunnen an den früheren Brauch.

### Rittersteine

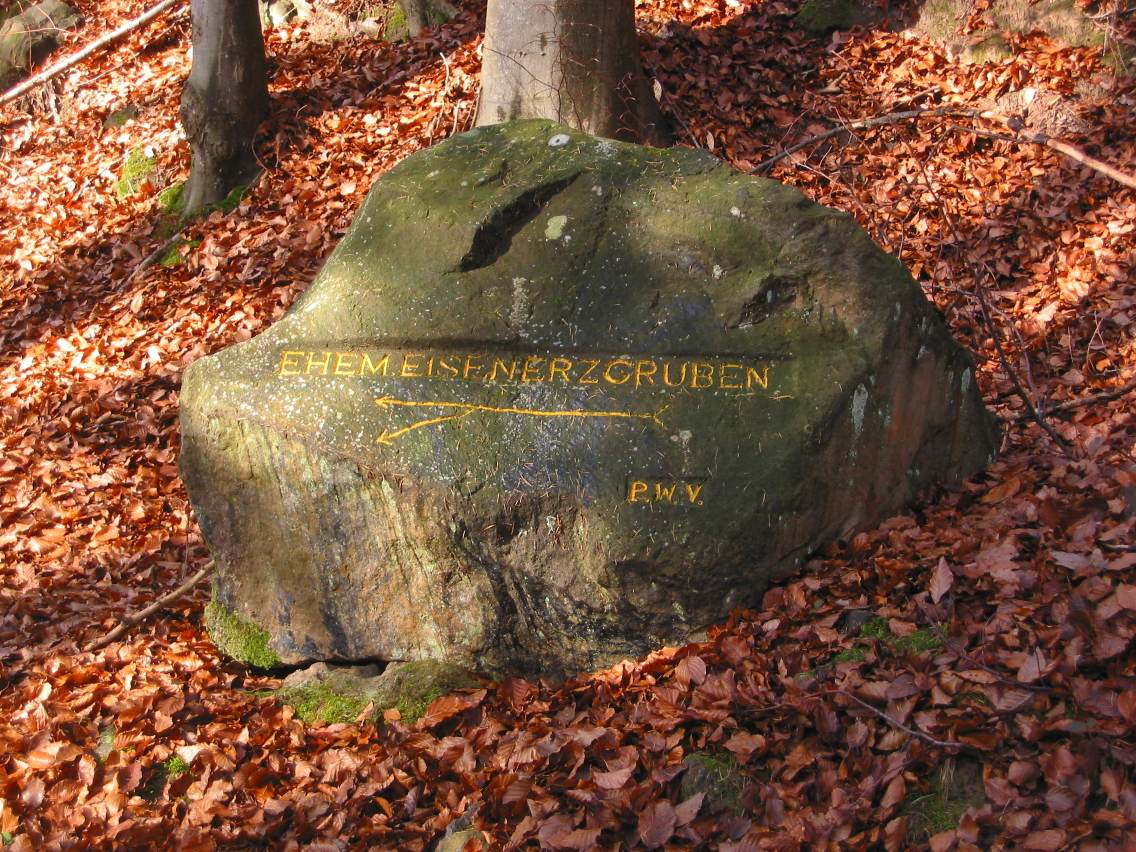
Ritterstein 30

Auf der Waldgemarkung von Bad Bergzabern befinden sich die Rittersteine 30 und 33. Ersterer liegt im Südwesten des Stadtgebiets und trägt die Bezeichnung Ehem. Eisenerzgruben. Letzterer heißt Oberrot und bezieht sich auf eine Rodung.

### Vereine
Der phänomenologische Bergzaberner Kreis traf sich im Haus des Mitglieds Theodor Conrad, der seinerzeit in der Stadt lebte. Vor Ort existieren unter anderem ein Posaunenchor, der Mitglied im Gnadauer Posaunenbund ist, eine Ortsgruppe des Pfälzerwald-Vereins, des CVJM Pfalz und der Basketballverein TV Bad Bergzabern.

### Veranstaltungen
1991 war die Stadt Austragungsort der Artistique-Weltmeisterschaft. 1999 war Bad Bergzabern Eröffnungsort des Erlebnistags Deutsche Weinstraße; das Motto lautete „Die Pfalz hält fit“. 2002 fand die Meisterschaft des Schachbundes Rheinland-Pfalz in Bad Bergzabern statt.

## Wirtschaft und Infrastruktur

### Kurbetrieb

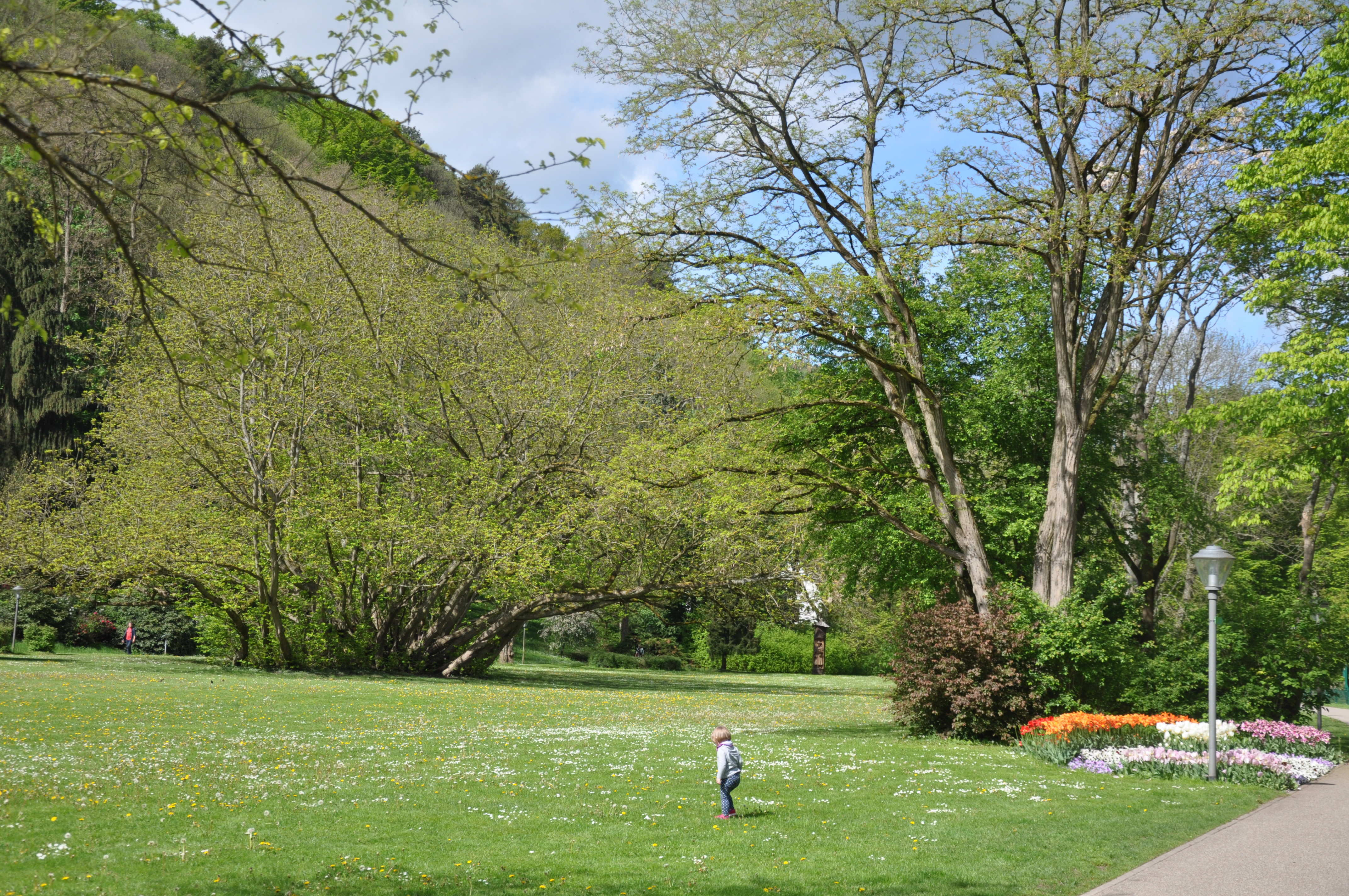
Kurpark

Zentrale Einrichtung des Kurbetriebs sind das Haus des Gastes und der Kurpark. In letzterem befindet sich eine Kneipp-Anlage. Früher war die Stadt außerdem ein Staatsbad.

### Medizinische Versorgung
Die akutmedizinische Versorgung ist durch den Standort Bad Bergzabern des Verbundkrankenhauses Klinikum Landau-Südliche Weinstraße mit den Fachbereichen Innere Medizin, Chirurgie, Konservative Orthopädie, Urologie und HNO sichergestellt. Zudem existiert die Celenus Parkklinik, die 105 Betten umfasst.

### Weinbau

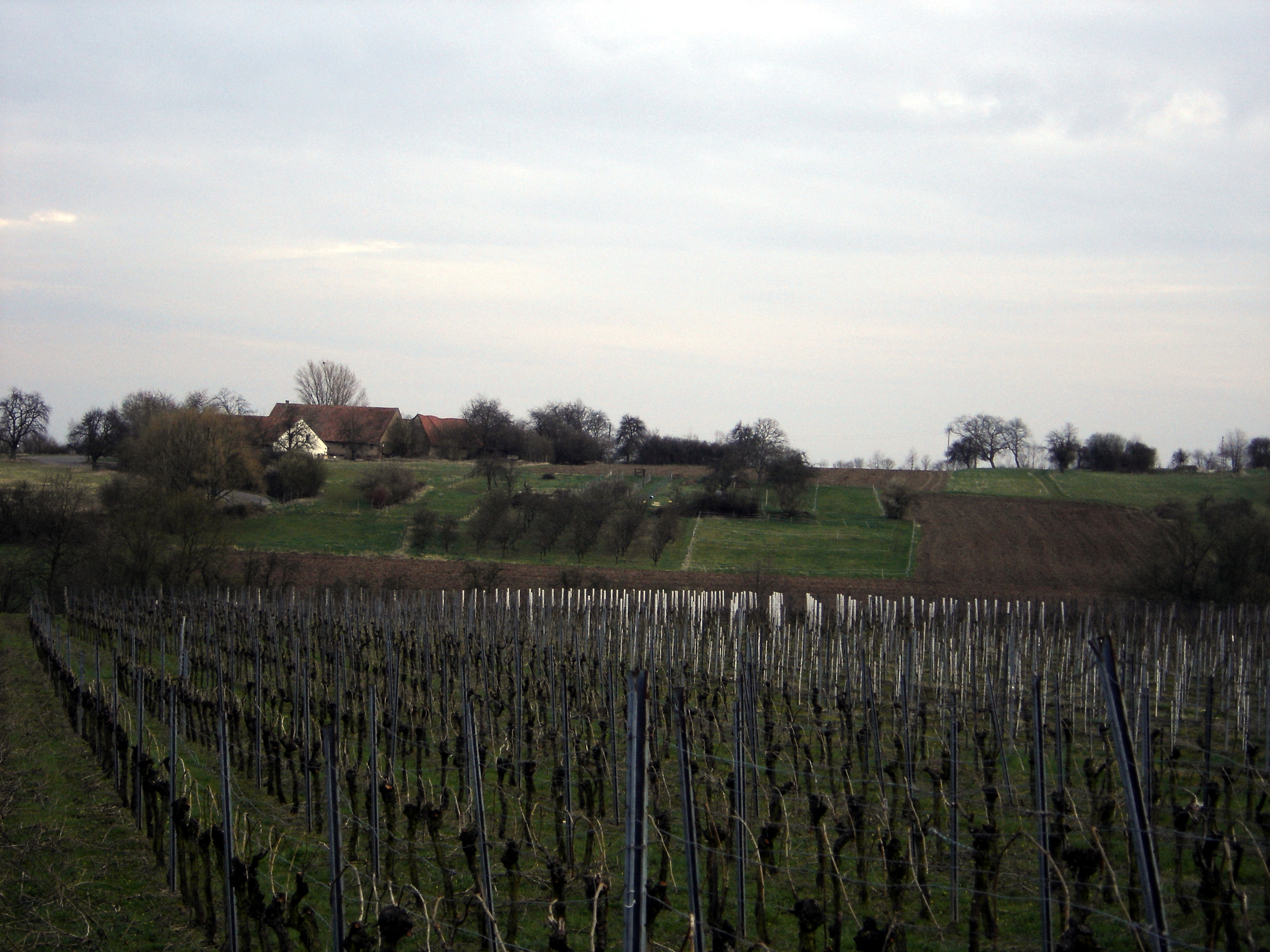
Weinberg im Stadtgebiet

Die Weinberge um Bad Bergzabern, in denen überwiegend Weißweine angebaut werden, werden im Wesentlichen von vier Weingütern bewirtschaftet. Die bestockte Rebfläche beträgt 108 Hektar. In der Stadt befindet sich die Großlage Kloster Liebfrauenberg und die Einzellagen Altenberg (68 ha) nördlich der Stadt und Wonneberg (40 ha) südlich der Stadt. Zudem bestand vor Ort zeitweilig eine Rebveredelungsanstalt, die 1964 geschlossen wurde.

### Unternehmen
Bad Bergzabern ist Sitz der VR Bank Südliche Weinstraße-Wasgau. Das örtliche Restaurant Walram wurde 2016 von Guide Michelin mit einem Stern ausgezeichnet. Außerdem befindet sich in Bad Bergzabern eine Filiale des Pfalzklinikum für Psychiatrie und Neurologie. Zudem befand sich in der Stadt zeitweise ein Standort von Akkord-Radio. Die vor Ort ansässige Weinkellerei Lorch samt ihrer Kelterstation wurde 2008 von ihrem in Zell (Mosel) ansässigen Konkurrenten Zimmermann-Graeff & Müller aufgekauft. In den 2000er Jahren schloss außerdem das Demag-Werk für Kleinhebezeuge. Die Stadtwerke Bad Bergzabern betreiben außerdem eine Rundsteueranlage.

### Verkehr
Schiene und Busverkehr

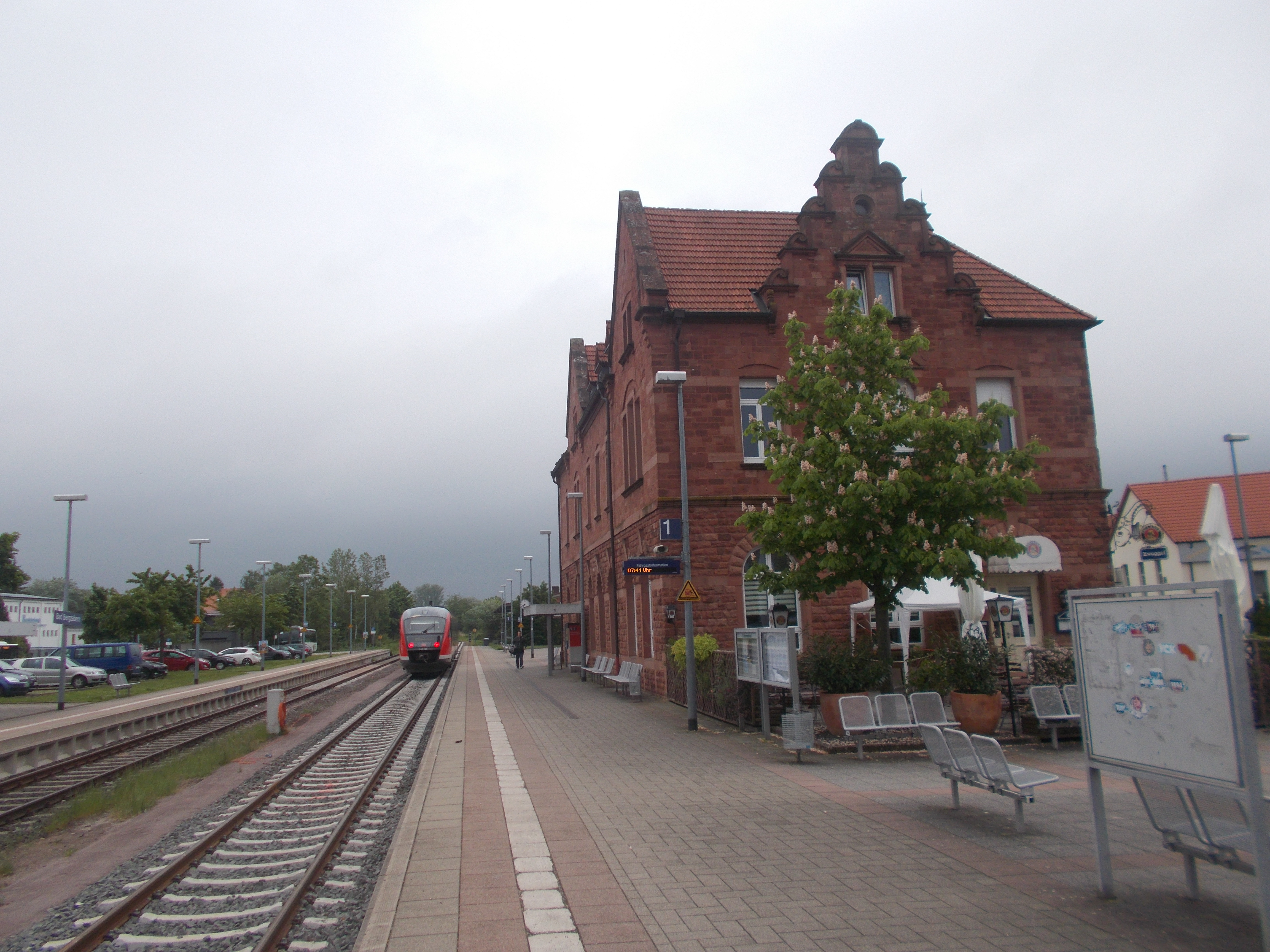
Bahnhof

Der Bahnhof Bad Bergzabern ist in den Karlsruher Verkehrsverbund und in den Verkehrsverbund Rhein-Neckar integriert. Die 1870 eröffnete Bahnstrecke Winden–Bad Bergzabern über Barbelroth und Kapellen-Drusweiler verbindet die Stadt mit dem Schienennetz. Nachdem der Personenverkehr im Jahr 1981 eingestellt worden war, wurde er 1995 reaktiviert; Güterverkehr existiert mittlerweile nicht mehr. Zudem bestehen Buslinien von Landau über Billigheim-Ingenheim, Klingenmünster und Bad Bergzabern nach Wissembourg im Elsass sowie nach Annweiler am Trifels, Dahn und Kandel, die von der Queichtal Nahverkehrsgesellschaft betrieben werden.
Straße
In Bad Bergzabern begegnen sich mehrere Bundesstraßen: Vor Ort beginnt die B 48, die nach Bingen führt. Die B 427 verläuft von Kandel durch Bad Bergzabern über Dahn bis nach Hinterweidenthal. Für die Stadt ist eine Ortsumgehung in Form eines Tunnels geplant, für den die Bauarbeiten Ende 2019 begannen. Die B 38, die von Roßdorf bis nach Wissembourg verläuft, führt inzwischen nicht mehr durch die Stadt, sondern als Ortsumgehung östlich an ihrer Bebauung vorbei. Anschluss an das Autobahnnetz hat Bad Bergzabern über die B 38 bei Impflingen zur A 65. Zudem ist die Stadt Sitz einer Straßenmeisterei des Landesbetriebs Mobilität.
Die Landesstraße 508 führt in die nördliche Richtung bis nach Frankweiler. Die Landesstraße 545 verbindet die Stadt mit Steinfeld, Scheibenhardt und Neulauterburg. Die Kreisstraße 12 bindet den Stadtteil Blankenborn an das Straßennetz an.
Das Autokennzeichen des Landkreises Bergzabern war bis zu seiner Auflösung 1969 BZA. Bis 1979 galt anschließend für Bad Bergzabern das LD des neu geschaffenen Landkreises Landau-Bad Bergzabern, seither lautet es SÜW für „Landkreis Südliche Weinstraße“.

### Tourismus

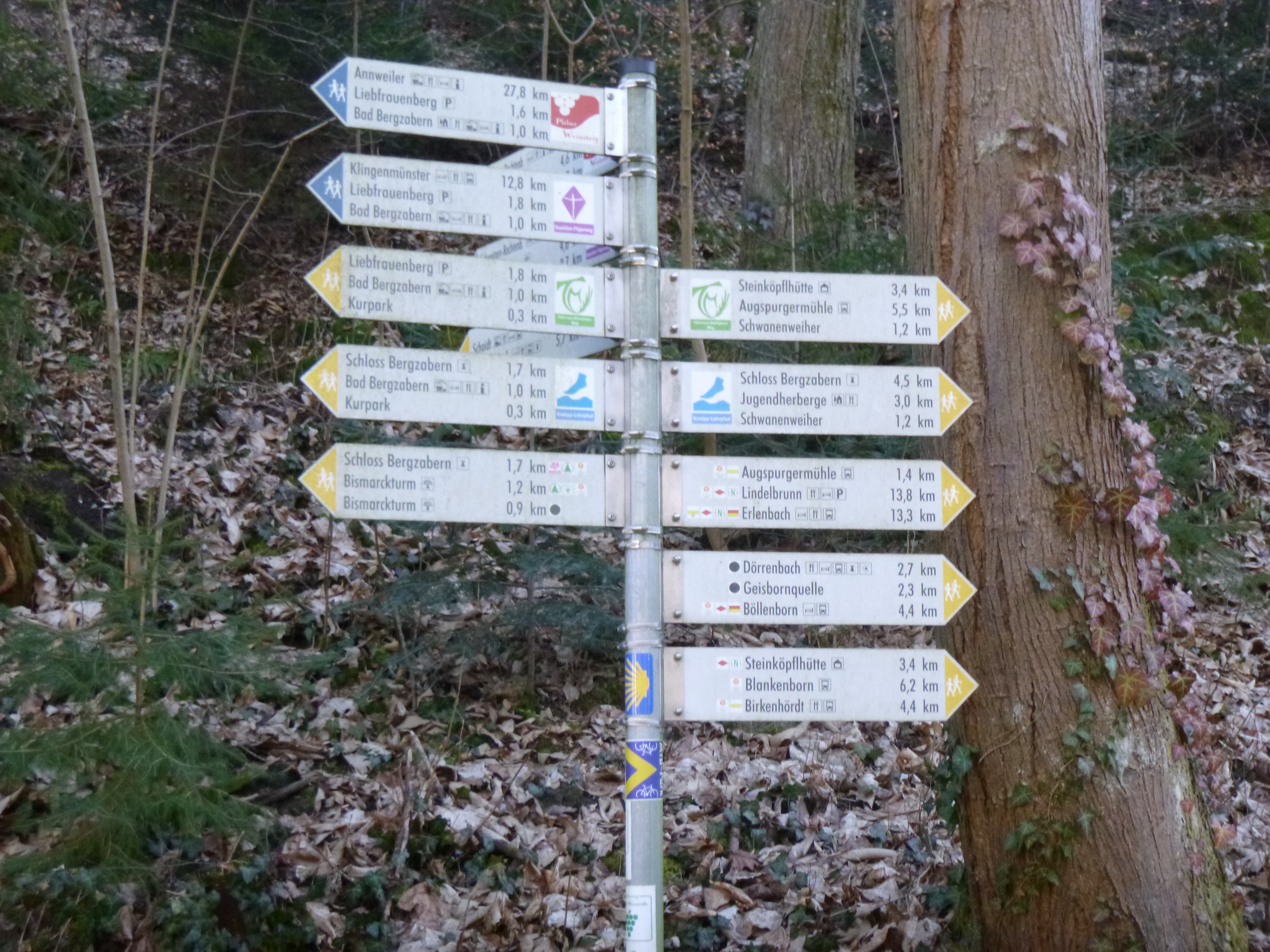
Wanderwege innerhalb der Stadt

Bad Bergzabern liegt an der Deutschen Weinstraße, deren südlicher Anfang sechs Kilometer entfernt liegt. Zudem ist die Stadt Teil der Deutsch-Französischen Touristikroute und nördlicher Endpunkt der Deutsch-Französischen Schokoladenstraße. 2004 legte der Badearzt Wieland Hassinger den ersten Kneipp-Lehrpfad Deutschlands an mit einzelnen Stationen zu den fünf Kneippschen Wirkprinzipien. Durch Bad Bergzabern verläuft der Radweg Deutsche Weinstraße; zudem ist die Stadt westlicher Endpunkt des Petronella-Rhein-Radwegs, der nach Wörth am Rhein führt.
Durch die Stadt führen zudem der Thermenweg Pfälzer Mandelpfad und der Prädikatswanderweg Pfälzer Weinsteig, die beide von Bockenheim an der Weinstraße bis nach Schweigen-Rechtenbach verlaufen. Hinzu kommen der mit einem gelben Balken gekennzeichnete Fernwanderweg Pirmasens–Belfort, die Südroute der Pfälzer Jakobswege und ein Wanderweg, der mit einem blauen Kreuz markiert ist. Ebenfalls durch Bad Bergzabern verläuft der zu den sogenannten Saar-Rhein Wanderwegen zählende Saar-Pfalz-Weg mit der Kennzeichnung Schwarzer Punkt auf weißem Balken, der von Saarbrücken bis nach Rülzheim führt.

### Schulen

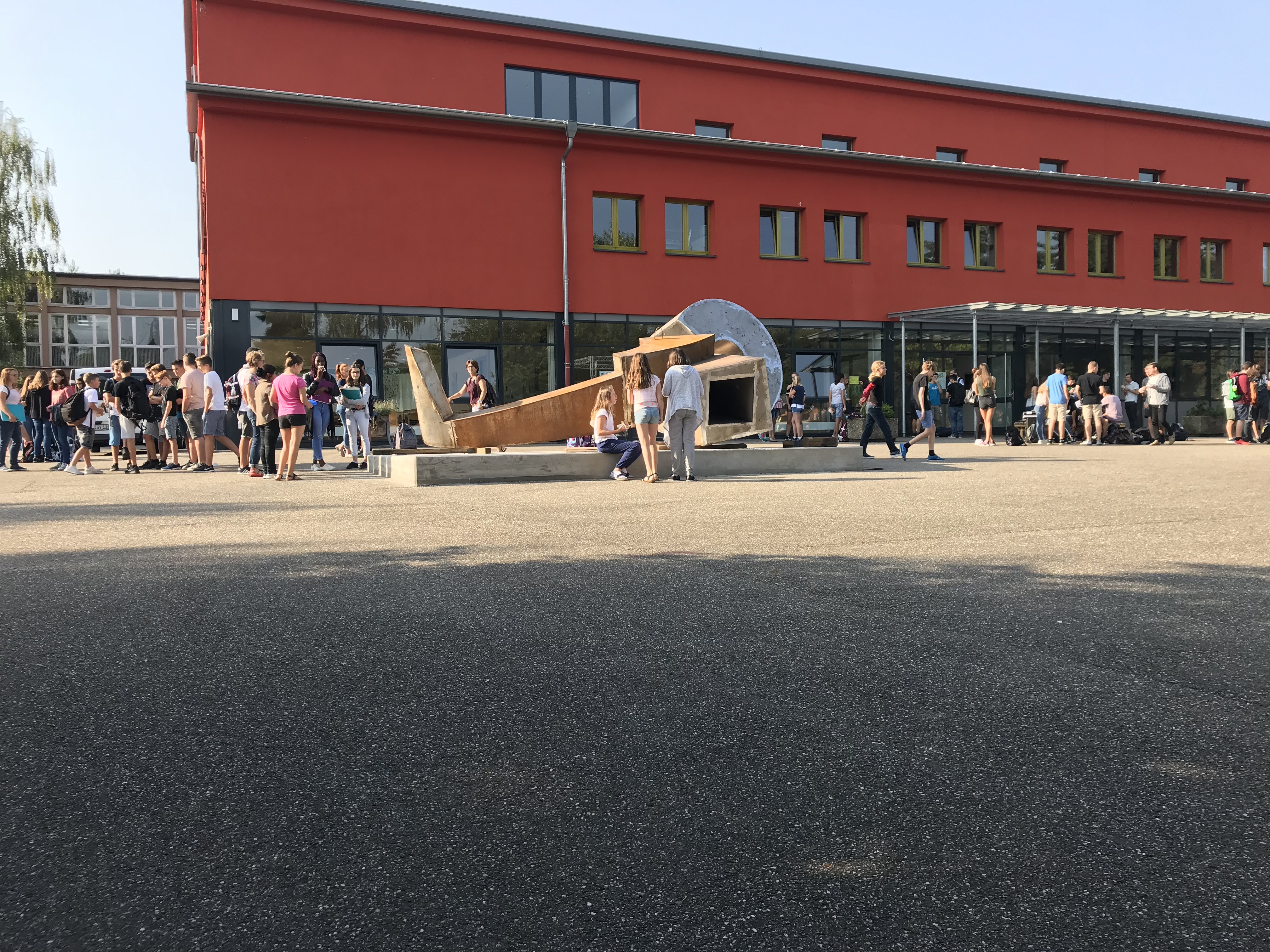
Gymnasium

Im Alfred-Grosser-Schulzentrum am südlichen Stadtrand befinden sich eine Realschule, die seit 2009 als Realschule plus firmiert, und ein Gymnasium, dessen Wurzeln eine 1523 gegründete Lateinschule darstellt, sowie zwischen beiden die Böhämmer-Grundschule, welche seit dem Schuljahr 2002/2003 eine Ganztagsschule ist.

### Militär
Aufgrund der Grenznähe zu Frankreich kam der Stadt ab der Neuzeit eine große militärische Bedeutung zu. Bis 1960 war das Quartier Faidherbe der Forces françaises en Allemagne in der Mackensen-Kaserne einquartiert. Als nach Abzug der Franzosen die Bundeswehr die Kaserne übernahm, wurde dort das dem Fernmeldekommando 850 unterstehende Fernmeldebataillon 860 der Bundeswehr stationiert. Aktuell ist Bad Bergzabern nur noch Standort einer Support Unit der NATO Communications and Information Agency sowie des Elektronikzentrums der Bundeswehr. Zudem existiert in der Stadt eine Kriegsgräberstätte, auf der 899 Opfer des Zweiten Weltkriegs bestattet sind.

### Behörden

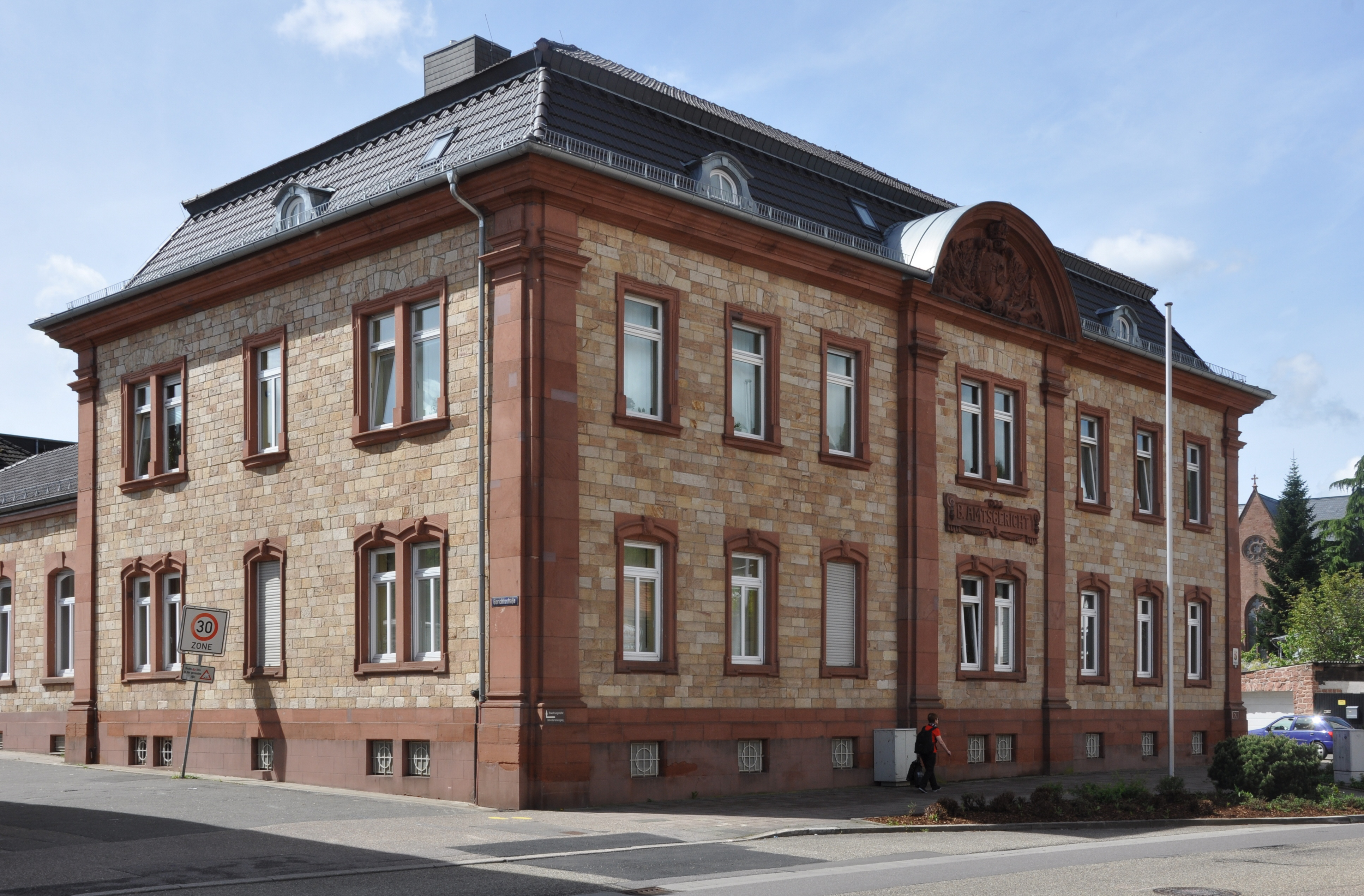
Ehemaliges Amtsgericht, mittlerweile Außenstelle des Landauer Amtsgerichts

Das Schloss Bergzabern ist Sitz der Verbandsgemeindeverwaltung. In der Stadt ist eine Bundespolizeiabteilung stationiert. Sie ist eine von zehn Bereitschaftspolizeiabteilungen des Bundes und untersteht der Direktion Bundesbereitschaftspolizei mit Sitz in Fuldatal. Die Abteilung verfügt über einen Abteilungsstab als Führungsinstrument sowie über drei Einsatzhundertschaften und eine Unterstützungseinheit mit Spezialkräften. Die ärztliche und sanitätsdienstliche Versorgung wird durch einen eigenen Sanitätsdienst sichergestellt.
Zeitweise war die Stadt Sitz eines Amtsgerichts. Das Amtsgericht Landau in der Pfalz besitzt vor Ort eine Zweigstelle, was innerhalb von Rheinland-Pfalz mittlerweile die einzige solche eines Amtsgerichts ist.

## Persönlichkeiten

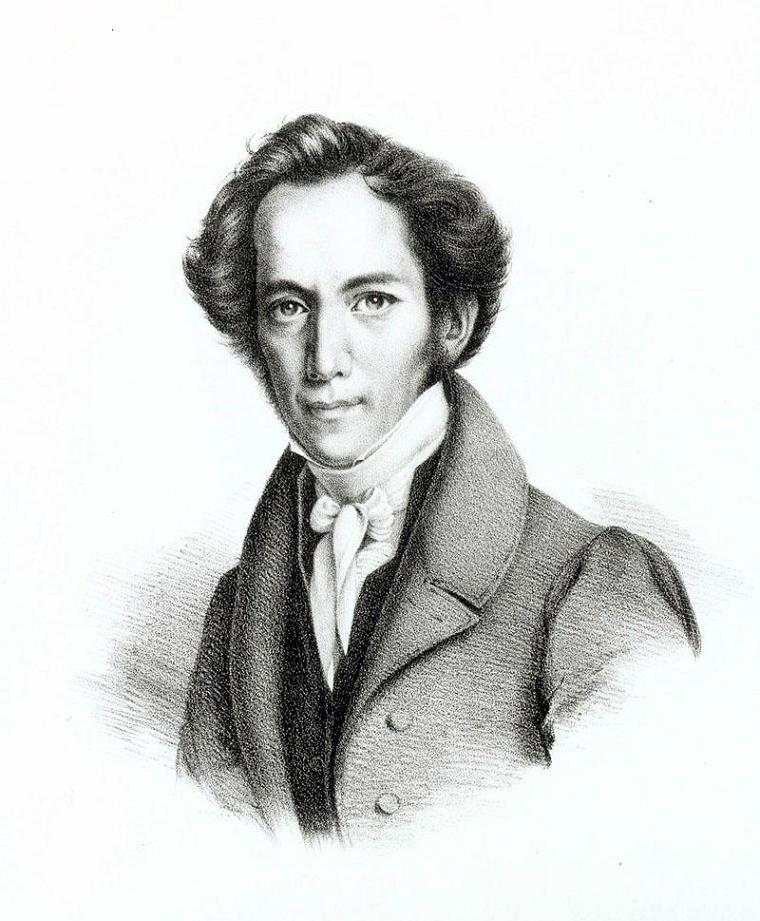
Friedrich Schüler

Sechs Personen wurden zu Ehrenbürgern der Stadt ernannt, zuletzt der Grafiker und Maler Werner vom Scheidt im Jahr 1979.
Bereits im 16. Jahrhundert war die Stadt Geburtsort mehrerer Intellektueller wie dem Arzt und Professor Tabernaemontanus, dem Reformator Kunemann Flinsbach und dem Diplomaten Johann Wolff. Weitere Söhne der frühen Neuzeit waren der Herzog von Pfalz-Zweibrücken Johann II. sowie der Politiker Friedrich Schüler, der 1832 am Hambacher Fest teilnahm, und der Jurist August Ferdinand Culmann, der Mitglied der Frankfurter Nationalversammlung war, sowie sein Neffe, der theologische Ethiker Philipp Theodor Culmann, und sein Bruder, der Bauingenieur Karl Culmann.
Die bekannteste im 20. Jahrhundert hier geborene Persönlichkeit ist der langjährige rheinland-pfälzische Ministerpräsident Kurt Beck. Hinzu kommen die Basketballspieler Thorsten Raquet und Rouven Roessler sowie die Schauspielerin Friederike Becht.
Zu den Persönlichkeiten, die vor Ort gewirkt haben, zählen der Historiker Rolf Übel, der als Archivar der Stadt fungiert, sowie die Politiker Volker Wissing (FDP) und Alexander Schweitzer (SPD), die beide vor Ort ihr Abitur absolvierten, wie auch der Filmregisseur und -produzent Martin Blankemeyer, der seine gesamte Schulzeit in Bad Bergzabern absolvierte. Der Karikaturist Jürgen Tomicek verbrachte ebenfalls einen Teil seiner Schulzeit in Bergzabern. Der CDU-Politiker Wilhelm Wallmann war von 1974 bis 1980 Stadtbürgermeister. Die Philosophin, Lehrerin und Frauenrechtsinitiatorin Edith Stein nahm 1922 in der Taufe in der St. Martinskirche Bergzabern den röm. katholischen Glauben an und trat in der bewussten Nachfolge Teresas von Avila 1933 in den Karmel von Köln ein. Aus dem niederländischen Karmel Echt wurde sie im August 1942 zusammen mit ihrer Schwester Rosa in das nationalsozialistische Vernichtungslager Auschwitz deportiert und ermordet.